# Gerald Ouellette
Joseph Raymond Gerald "Gerry" Ouellette, född 14 augusti 1934 i Windsor, Ontario, död 25 juni 1975, var en kanadensisk sportskytt.
Han blev olympisk guldmedaljör i gevär vid sommarspelen 1956 i Melbourne.